# Museum Bayerisches Vogtland
Das Museum Bayerisches Vogtland ist ein kulturhistorisches und naturkundliches Museum in Hof (Saale).

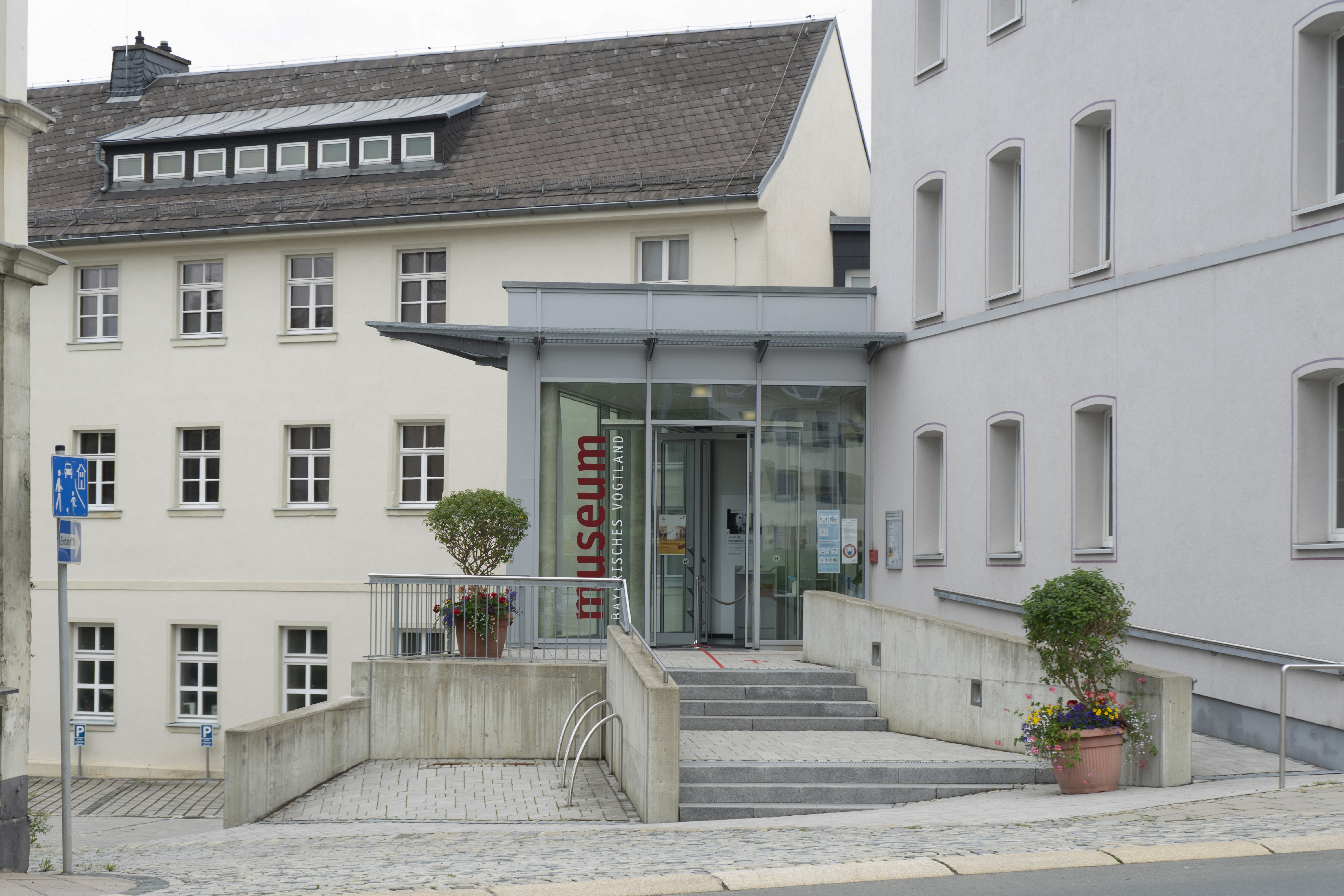
Museum Bayerisches Vogtland (2020)

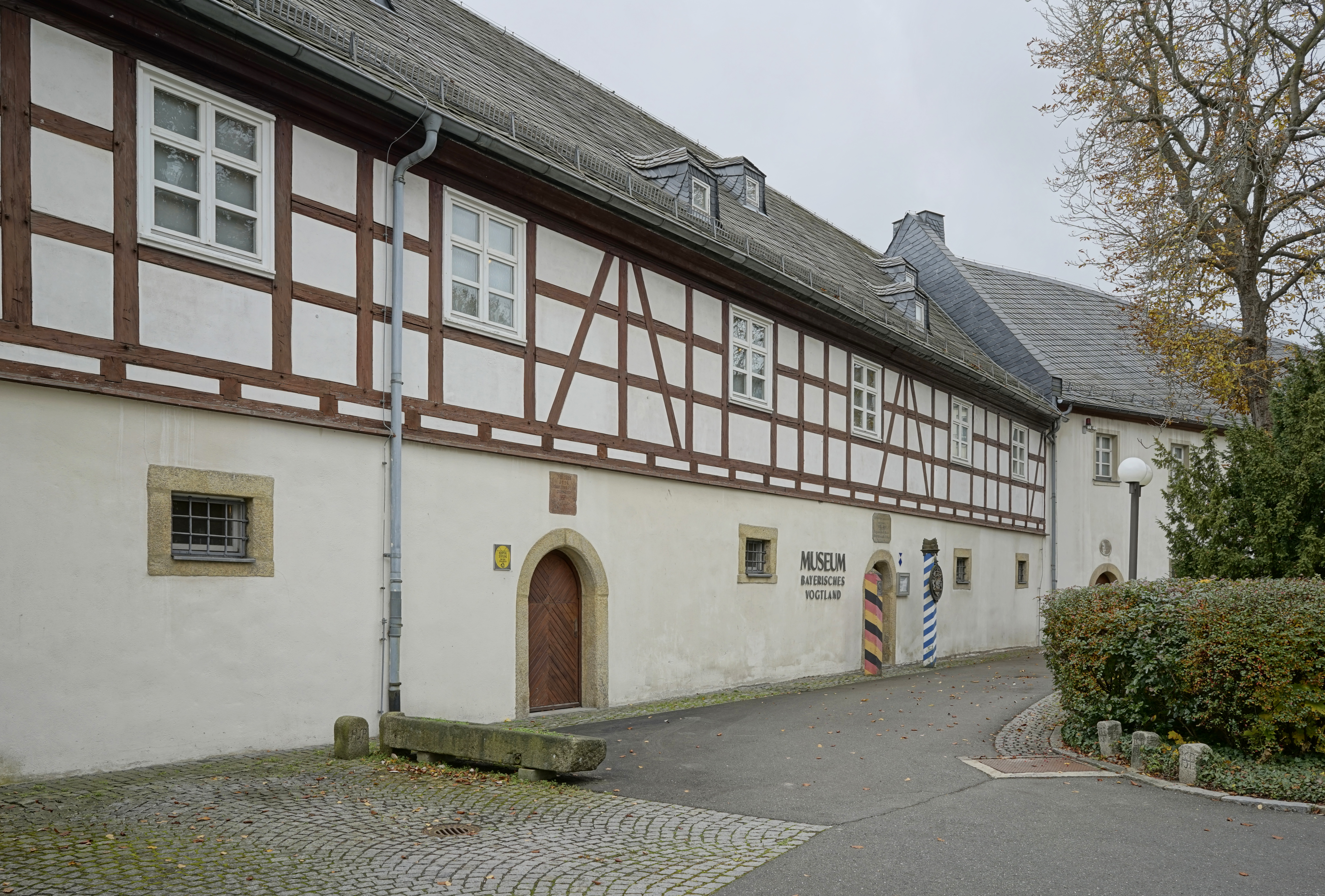
Hintereingang des Museums

## Lage des Museums
Das Museum Bayerisches Vogtland ist im Hospitalgebäude untergebracht, das in seinen Ursprüngen bis ins 13. Jahrhundert zurückgeht. Benachbart befinden sich neben einem Seniorenheim das Stadtarchiv und die Hospitalkirche. Es ist Teil des Fachbereichs Kultur der Stadt Hof.

## Ausstellung
Die Ausstellungsstücke decken heimatgeschichtlicher Themen von der Veranschaulichung des traditionellen Handwerks bis in die Zeit der Industrialisierung ab, wobei der Textilherstellung eine große regionale Bedeutung zukam. Der technische Fortschritt wird veranschaulicht, z. B. im Zusammenhang mit der Straßenbahn Hof. Das ländliche Leben und die Brauchtumspflege sind durch Möbel und andere Utensilien des täglichen Bedarfs zu besichtigen.

### Abteilung Flüchtlinge und Vertriebene in Hof
Im Januar 2012 wurde eine neue Abteilung Flüchtlinge und Vertriebene in Hof eröffnet. Diese neue Abteilung konzentriert sich auf einen Teil der jüngeren Stadtgeschichte. Nach dem Zweiten Weltkrieg wurde Hof zur ersten Anlaufstation für Menschen, die im Zuge von Flucht, Vertreibung oder Zwangsumsiedlung ihre Heimat in den deutschen „Ostgebieten“ oder im östlichen Europa verloren hatten. Mehr als zwei Millionen Flüchtlinge und Vertriebene wurden bis Anfang der 1950er Jahre durch Hof geschleust, wo sie Unterkunft und Verpflegung erhielten. Im Stadtteil Moschendorf befand sich das größte bayerische Flüchtlingslager. Die Hofer Bevölkerung wuchs zudem durch den dauerhaften Zuzug von etwa 15.000 Heimatvertriebenen um nahezu ein Viertel. Durch ihre mitgebrachten heimatlichen Traditionen wie auch ihre individuellen Fähigkeiten prägten diese die Entwicklung der Stadt in der Nachkriegszeit entscheidend mit.
Die Ausstellung stellt exemplarisch am Beispiel der Hofer Region die Geschichte der Ankunft und Eingliederung der Flüchtlinge und Vertriebenen in Westdeutschland dar. Sie informiert über die Ursachen und Abläufe von Flucht, Vertreibung und Zwangsumsiedlung. Der Stellenwert der Ereignisse innerhalb des kulturellen Gedächtnisses der Bundesrepublik wird aufgezeigt.

### Phasen der Stadtgeschichte
Im Museum finden sich auch drei maßstabsgetreue historische Stadtansichten, eine davon veranschaulicht die nachhaltig prägende Belagerung von Hof im Zweiten Markgrafenkrieg. Dadurch ergeben sich auch Berührungspunkte zum Vogtlandmuseum der Stadt Plauen. Im Rückblick auf die Situation der deutsch-deutschen Grenze ist der Begriff Vogtland grenzübergreifend und auch das Museum stellt gemeinsame Entwicklungen und Zusammenhänge vor. Die Exponate reichen über einige wenige erhaltene spätmittelalterliche Epitaphe bis zurück zu frühgeschichtlichen Funden, z. B. einem steinzeitlichen Beil aus der Nähe von Feilitzsch. Unter den Epitaphen ist hervorzuheben das Grabmal des letzten Ritters von Wallenrode der Linie Streitau vom aufgelassenen Friedhof der Lorenzkirche.

### Hofer Künstler
Einen weiteren Schwerpunkt bildet das örtliche künstlerische Schaffen. Aufbewahrt werden unter anderem Werke und Zeitzeugnisse der Maler Johann Christian Reinhart, Friedrich Unger oder Franz Wilhelm Voigt. In regelmäßigen Abständen finden Sonderausstellungen statt, die die Präsentation sonst eingelagerter Exponate oder das Eingehen auf aktuelle Themen oder Forschungsergebnisse erlauben.

## Geschichte des Museums
Mit einer Schenkung einer Mineraliensammlung bildete Gymnasialprofessor Moroff, Mitglied des Nordoberfränkischen Vereins für Natur-, Geschichts- und Landeskunde, 1896 einen Grundstock von Exponaten. Weitere Sammler ergänzten diesen Bestand des Vereins, der 1908 in der Schillerschule aufbewahrt wurde. 1913 schenkte der Verein die Mineraliensammlung der Stadt Hof, die eine Ausstellung im alten Bahnhof eröffnete.
1927 fand die Ausstellung im Feuerwehrhaus am Hallplatz einen neuen Standort, seit 1983 befindet sich das Museum schließlich im Bereich der Hospitalstiftung. Erster Stadtarchivar und Leiter des Museums war Ernst Dietlein.
2020 hatte das Museum erstmals in seiner Geschichte ein wissenschaftliches Volontariat.

## Johann-Christian-Reinhart-Cabinett
Das Johann-Christian-Reinhart-Cabinett liegt direkt neben dem Museum Bayerisches Vogtland. Neben der Neuen Pinakothek in München beherbergt es die meisten Werke des Hofer Malers. Es wurde 2008 gegründet und ist die größte Kunstgalerie der Stadt. Der Initiativkreis „museum aktiv“ hatte zusammen mit der Hofer Hospitalstiftung die Voraussetzungen für die Galerie geschaffen.
Von 180 Werken werden rund 60 ständig gezeigt, daneben gibt es Sonderausstellungen. Die gezeigten Bilder gehören zur Kunstsammlung der Stadt Hof. Die gezeigten Werke sind größtenteils Radierungen aus Reinharts Zeit in Rom. Rund 30 Bilder sind davon Tierdarstellungen.
In einer virtuellen Galerie, die auf das Museum Bayerisches Vogtland und das Johann-Christian-Reinhart-Cabinett aufgeteilt ist, macht die Stadt Hof eine Kunstsammlung aus etwa 2400 Werken in digitalisierter Form der Öffentlichkeit zugänglich.

### Auswahl

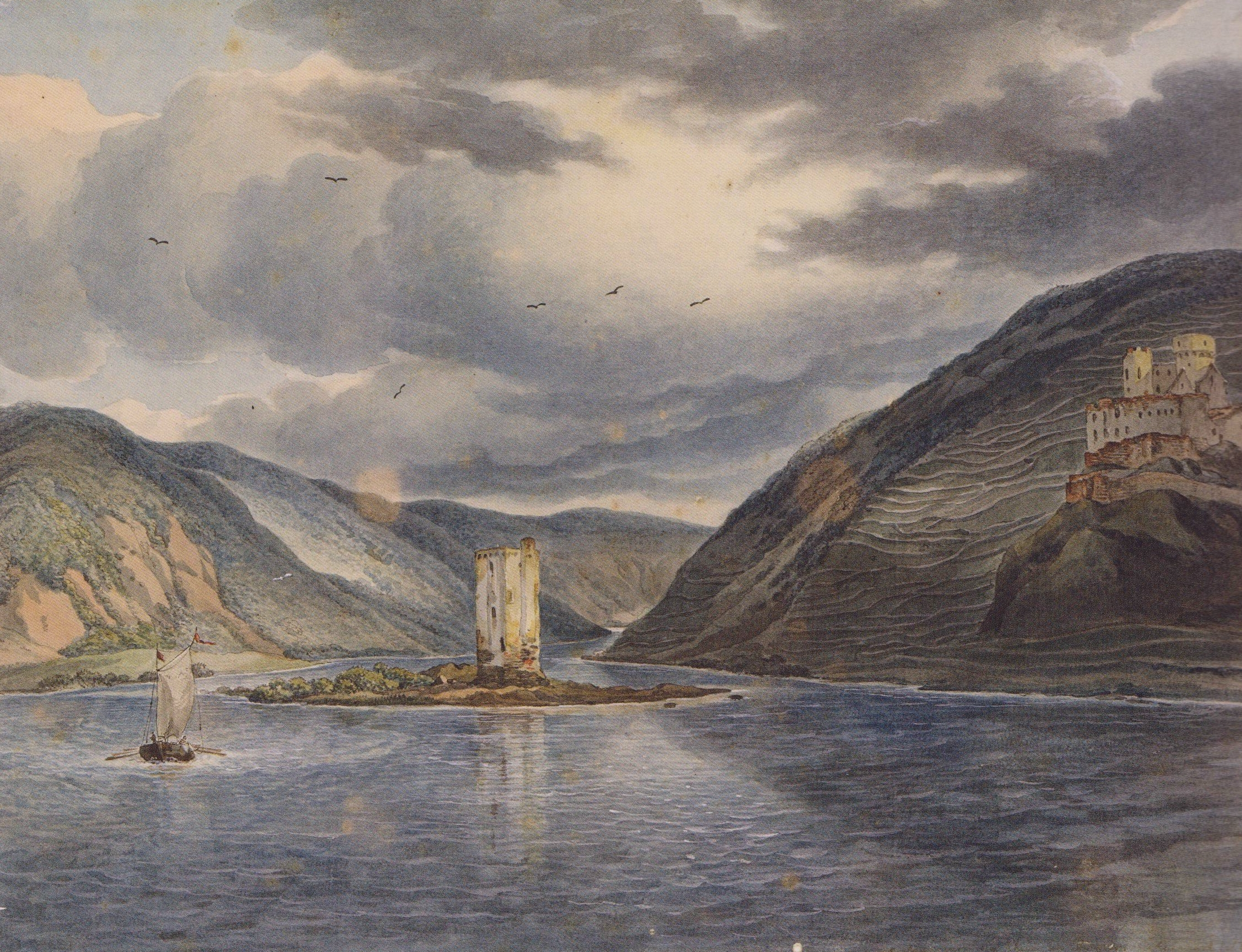
Der Mäuseturm und die Ruine Ehrenfels
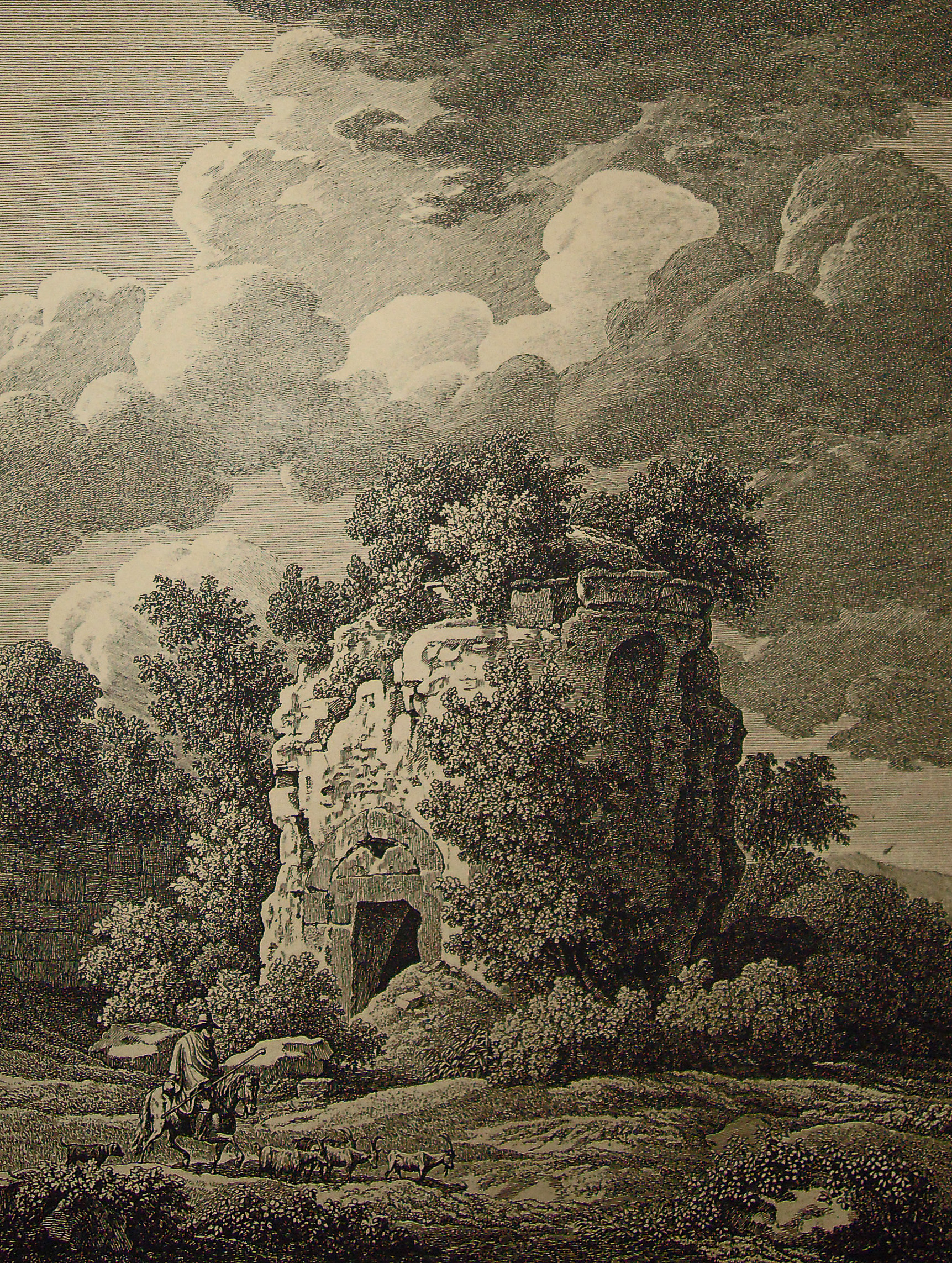
Grabmal in der zerstörten etruskischen Stadt Falerium
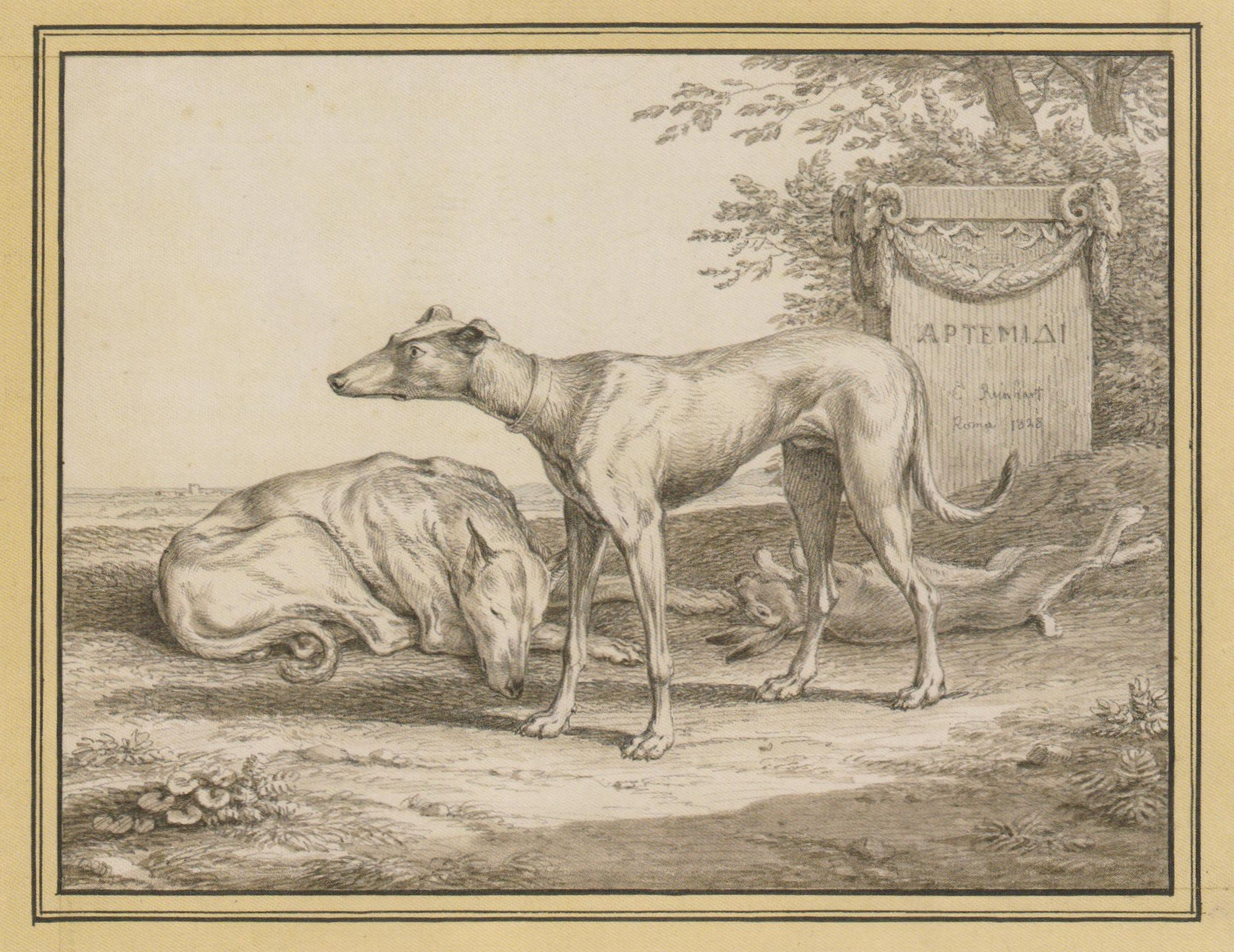
Zwei Windhunde bei einem toten Hasen